# Merkur Spiel-Arena
La Merkur Spiel-Arena, stilizzato graficamente in MERKUR SPIEL-ARENA, è il principale impianto polifunzionale della città tedesca di Düsseldorf, nonché casa del Fortuna Düsseldorf.
L'arena, sorta per sostituire il precedente Rheinstadion, era conosciuta dal 2004 al 2009 come LTU Arena, dal 2009 al 2018 come ESPRIT Arena e nel 2011, anno in cui divenne sede dell'Eurovision Song Contest, come Düsseldorf Arena.

## Storia

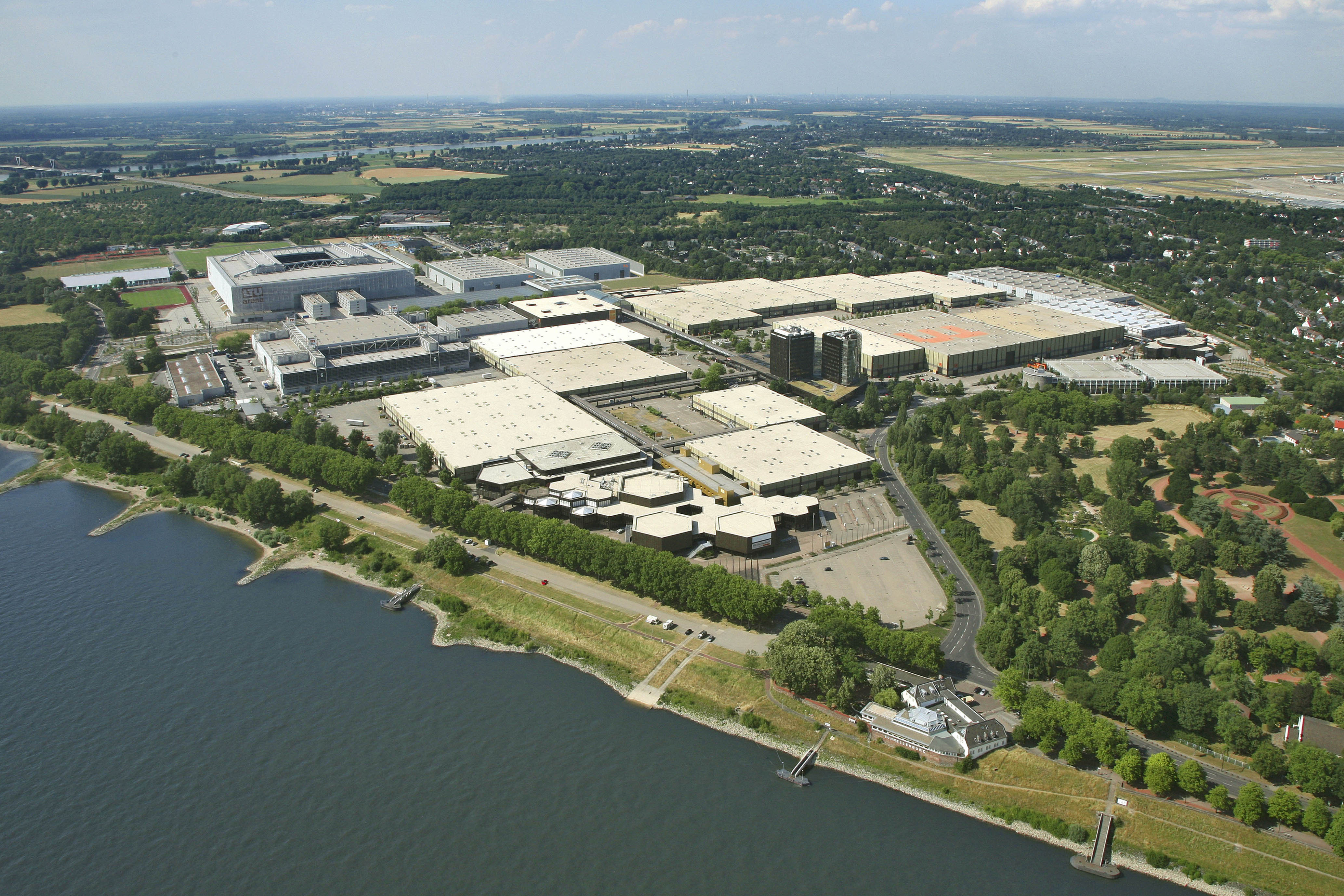
Veduta aerea della fiera Messe Düsseldorf con l'arena in alto a sinistra.

La costruzione dello stadio inizio nel 2002 e si concluse nel tardo 2004. Lo stadio possiede un tetto retrattile che, una volta chiuso, permette di creare una calda atmosfera che permette di trasformare la Merkur Spiel-Arena in un'arena coperta d'inverno. 
L'iniziale capienza dell'impianto era di 51.500 posti, aumentati a 54.600 a causa della conversione di alcuni posti a sedere in posti in piedi.
L'arena ospita attualmente le partite della squadra calcistica Fortuna Düsseldorf, militante nella prima divisione tedesca, la Bundesliga. Nella stagione 2019-20 ospiterà anche l’KFC Uerdingen, il cui stadio è in fase di restrutturazione.

## Eventi sportivi

### Partite internazionali
Pur non essendo stato nel lotto degli stadi del campionato del mondo 2006, l'impianto ha ospitato numerose competizioni internazionali nel corso della sua storia.
La prima, nel febbraio del 2005, fu un'amichevole tra la Germania e l'Argentina, terminata con un pareggio per 2–2. Nel 2007 ci fu una seconda amichevole internazionale tra la nazionale tedesca e la Svizzera, che vide quest'ultima battuta per 3–1. La terza amichevole vide la vittoria della Norvegia contro i tedeschi per 1–0.
L'arena ha ospitato anche due amichevoli del Portogallo.

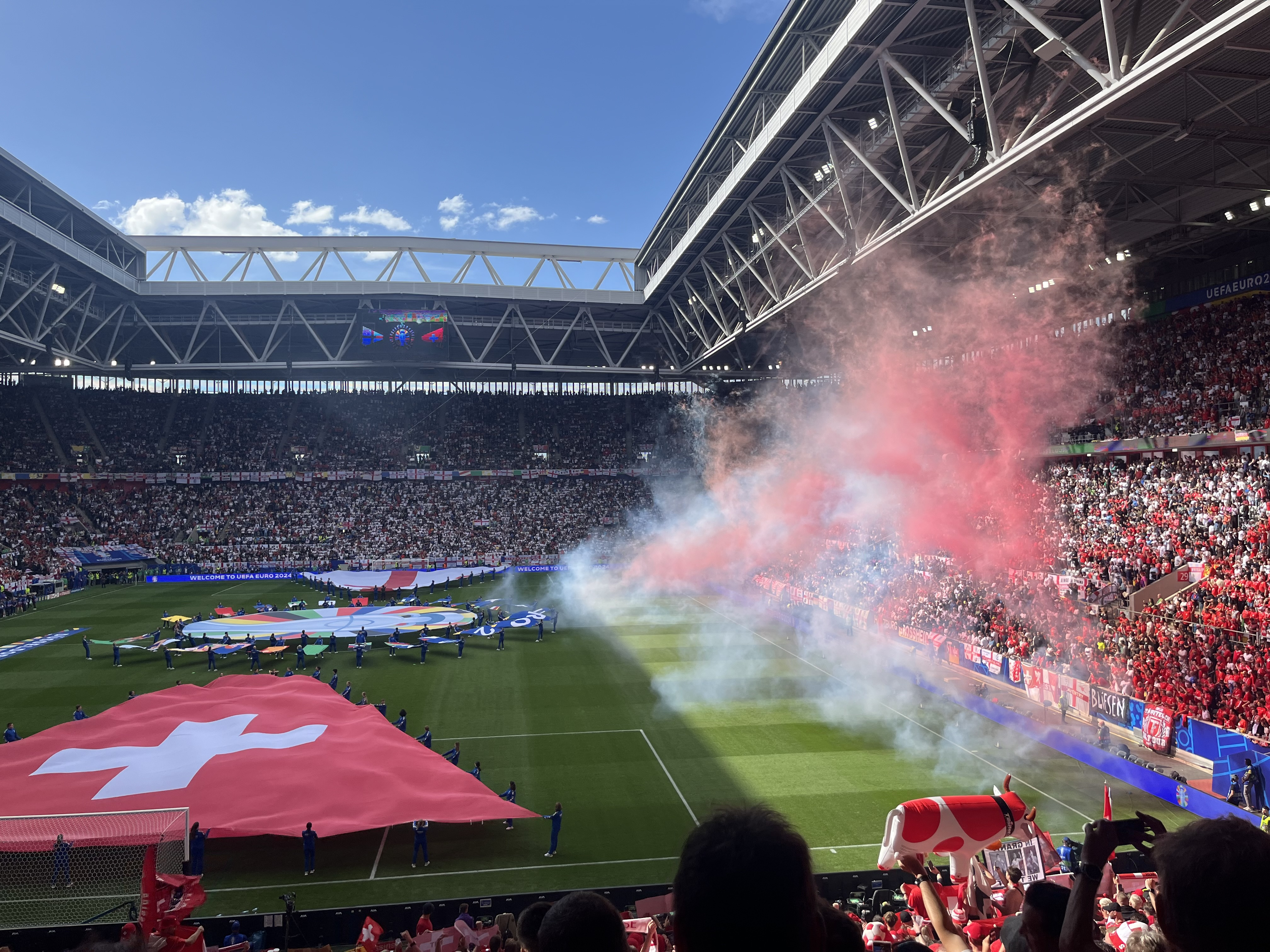
Lo stadio di Düsseldorf prima del quarto di finale di EURO 2024 tra Inghilterra e Svizzera.

Ha ospitato un quarto di finale e una semifinale dell'Europa League 2019-2020.

### Europei 2024
- Austria -  Francia 0-1 (gruppo D, 16 giugno) 46.425 spettatori;
- Slovacchia -  Ucraina 1-2 (gruppo E, 21 giugno) 42.910 spettatori;
- Croazia -  Spagna 0-1 (gruppo B, 24 giugno) 46.586 spettatori;
- Francia -  Belgio 1-0 (ottavi di finale, 1 luglio) 46.810 spettatori;
- Inghilterra -  Svizzera 5.3 d.c.r (1-1 d.t.s.) (quarti di finale, 1 luglio) 46.907 spettatori;

### Pallamano
Il 10 gennaio 2024 ospita le due gare inaugurali degli EHF Euro24: Francia-Macedonia del Nord e Germania-Svizzera battono il record di pubblico (per una partita di pallamano indoor) con 53.586 spettatori.

## Eventi musicali

### Eurovision Song Contest 2011

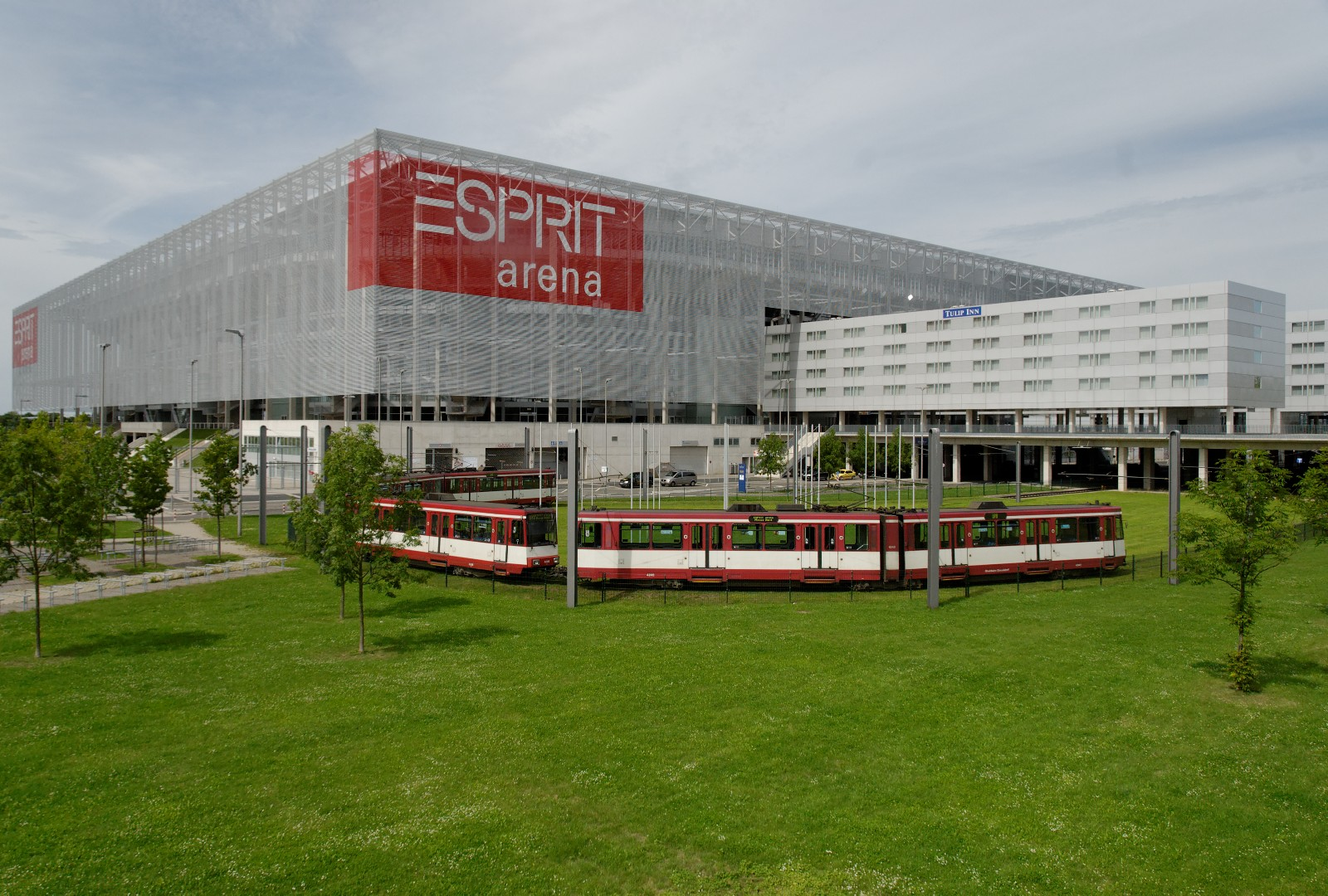
L'impianto con la precedente denominazione LTU Arena.

L'arena fu l'edificio che ospitò l'edizione del 2011 dell'Eurovision Song Contest.

### Concerti
| Data        | Artista           | Nazionalità         | Tour                     | Biglietti venduti / Biglietti disponibili | Incasso    |
| 2006        | 2006              | 2006                | 2006                     | 2006                                      | 2006       |
| ----------- | ----------------- | ------------------- | ------------------------ | ----------------------------------------- | ---------- |
| 20 agosto   | Madonna           | Stati Uniti         | Confessions Tour         | 44.744 / 44.744                           | $5.926.105 |
| 2008        |                   |                     |                          |                                           |            |
| 16 giugno   | Bruce Springsteen | Stati Uniti         | Magic Tour               | 33.196 / 38.000                           | $3.282.790 |
| 4 settembre | Madonna           | Stati Uniti         | Sticky & Sweet Tour      | 35.014 / 35.014                           | $4.650.327 |
| 2014        |                   |                     |                          |                                           |            |
| 2 luglio    | One Direction     | Regno Unito Irlanda | Where We Are Tour        | 44.684 / 44.684                           | $3.395.490 |
| 2016        |                   |                     |                          |                                           |            |
| 12 luglio   | Beyoncé           | Stati Uniti         | The Formation World Tour | 34.481 / 34.481                           | $3.464.861 |
| 2022        |                   |                     |                          |                                           |            |
| 17 luglio   | Lady Gaga         | Stati Uniti         | The Chromatica Ball      | N.D.                                      | N.D.       |